# Alderford
Alderford ist ein Dorf und Civil parish in Norfolk, etwa 16 km nordwestlich von Norwich liegend.
Das Dorf breitet sich auf eine Fläche von 1,80 km² aus und hatte im Jahr 2001 eine Bevölkerung von 43, verteilt auf 16 Haushalte. Das Dorf fällt in den District Broadland.
Nördlich Alderfords befindet sich die katholische St John the Baptist Church, in der man eines der 40 in England noch erhaltenen Seven Sacraments Fonts (Taufbecken) sehen kann.